# Farsetia stylosa
Farsetia stylosa là một loài thực vật có hoa trong họ Cải. Loài này được R.Br. mô tả khoa học đầu tiên năm 1826.